# Gaurihar (stato)
Lo Stato di Gaurihar fu uno stato principesco del subcontinente indiano, avente per capitale la città di Gaurihar.

## Storia
Lo stato di Gaurihar venne fondato nel 1807 da una divisione dello Stato di Ajaigarh. Il rao Chandra Bhan Singh Ju Dev fu l'ultimo regnante dello stato di Gaurihar e siglò l'ingresso nell'Unione Indiana il 1 gennaio 1950.

## Governanti
La famiglia regnante ebbe il titolo di Sardar Sawai e poi dal 1859 quello di Rao.

### Sardar Sawai poi Rao
- 1807 - 1846                Raja Ram                           (m. 1846)
- 1846 - 1877                Rajdhar Rudra Pratap               (n. 1811 - m. 18..)
- 1880 - 14 novembre 1887         Gajadhar Prasad                    (m. 1887)
- 1888 - 1904                Shamle Prasad                      (n. 1859 - m. 1904)
- 1904 - 1932                Pratipal (Prithvipal) Singh        (n. 1886 - m. 19..)
- 1932 - 1947                Avadhendra Pratap Singh            (n. 1902 - m. c.1970)